# RADIO-X
RADIO-X（レディオ・エックス）は、NACK5で放送していた生放送のリクエスト番組である。

## 概要
- 当初は月曜日から木曜日まで放送され、2003年4月からは金曜日にも拡大された。深夜番組としてはリスナー数 (番組への参加人数・リクエスト数) が多く、高い人気を博した。特に金曜日は人気で、聴取率もかなり獲得していた。
- 開始当初は落合隼亮が毎日担当していたが、その後2002年10月1日からは曜日担当制となった。
- 番組開始時はNACK5とFM横浜の2局が共同制作[1]して同時生放送を行っていたが、FM横浜の放送は2002年9月30日を以って終了した。また、一時期福岡のCROSS FM（JFL系列）や京都のα-STATION、新潟のFM PORT[2]へネットされていた時期もあった。
- 番組スタート1年目は音楽主体の内容で、かつ選曲も1960年代から1980年代の曲に限定されるという特徴があり、そのため深夜に働くドライバーや中年層といった、本来深夜のFM番組を聴かない層にも支持を得ていた。それから数度のリニューアルを経て、リスナーの投稿ネタを軸としたトークと、リクエストに変わっていった。
- 最後の金曜日は局のパソコンがフリーズしたり、ホームページへの接続がしにくくなったりするほどアクセスがあったとのこと。当日のパーソナリティ・黒田治も「今日は過去最高のメールでしょうね」と発言した。

## 放送時間の変遷
- 月曜日 - 木曜日 25:00 - 27:00 (2001年10月1日 - 2002年9月30日)
- 月曜日 - 木曜日 25:00 - 28:00 (2002年10月1日 - 2003年3月31日)
- 月曜日 - 金曜日 25:00 - 30:30 (翌朝6:30) (2003年4月1日 - 同年12月30日)
※28:00 - 30:30 (朝4:00 - 6:30) に放送されていた『SUNRISE CAFE』の枠をそのまま吸収。
- 月曜日 - 金曜日 25:00 - 30:00 (翌朝6:00) (2003年12月31日深夜 (2004年1月1日未明) - 2008年3月28日)

## DJ
月曜
- 落合隼亮 ※2001年10月1日 - 2008年3月24日

火曜
- 落合隼亮 ※2001年10月2日 - 2002年9月24日
- キャロル久末 ※2002年10月1日 - 2003年3月25日
- 江藤麻由 ※2003年4月1日 - 2004年3月30日
- 小嶋亜由美 ※2004年4月6日 - 2008年3月25日

水曜
- 落合隼亮 ※2001年10月3日 - 2002年9月25日
- ジョージ・ウィリアムズ ※2002年10月2日 - 2003年3月26日
- 山蔭ヒーロ ※2003年4月2日 - 2008年3月26日 （当初は「山蔭大雄」の名で出演）

木曜
- 落合隼亮 ※2001年10月4日 - 2002年9月26日
- タロヲ ※2002年10月3日 - 2003年3月27日
- 本多慶子 ※2003年4月3日 - 2006年3月30日
- 山本昇 ※06年4月6日 - 2008年3月27日

金曜
- 黒田治 ※2003年4月4日 - 2008年3月28日
この直前、2003年3月28日まで同じ金曜日深夜から土曜日早朝にかけて放送されていた『黒田治のスコブルO,K!!』（AM4:00 - 7:00）からスライト登板という形となった。

### コーナー出演者
- Ippei Brown（『Sing a Song』、月曜27:20頃）
- 草場恵（『ヤンマガール』、月曜29:20（朝5:20）頃）
- 山口沙紀（『おサキに失礼しま〜す』、29:20（朝5:20）頃） - 草場恵の後継パーソナリティ
- 梨沙（『インディーズX』、水曜25:30頃）
- 時東ぁみ（『いちごX』）
2006年4月3日から同年9月25日は、月曜29:20 - 29:30（朝5:20 - 5:30）頃、同年10月5日からは木曜25:30 - 25:50頃で放送。2007年12月末で終了、その後2008年1月1日からは同じくNACK5で『時東ぁみ Virtual Radio Walker』を担当。
- 金曜：SAmaka『深夜の感脳あ・そ・び』 （25:50頃）

## コーナー・タイムテーブル
※2007年から2008年（番組最終期）のもの。自然消滅したコーナーもあったが、たまに復活することがあった。なお、このタイムテーブルはゲストが2組以上いるといった場合にはこの限りではない。
毎日放送されていたもの
- 2時台　ゲストコーナー
- 4:00　NACK5 NEWS
- 4:03　NACK5 WEATHER
- 5:00　NACK5 NEWS
- 5:03　NACK5 WEATHER
- 5:30　NACK5 NEWS
- 5:33　NACK5 WEATHER
- 5:40　朝いちクイズ
かつてはNEWS、WEATHERの放送は5:00過ぎの1回のみだったが、その後上記のように3回に増えた。

### 月曜日
- 25:00 - オープニング
- 25:30 - X-HOOP 首都圏バスケ化計画
- 27:20 - Ippei Brown『Sing a Song』
- 29:20（翌朝5:20） - 山口沙紀『おサキに失礼しま～す』

この他のコーナー
- Sing a Song
- ヤンマガール
- DJオッティーのスタデーナイトフィーバー!

### 火曜日
- 25:00 - オープニング
- 25:30 - クイズ・小嶋の性格を読め
- 27:10 - 今日の数字はなんだろな!
- 28:10 - 亜由美の歩む道

この他のコーナー
- はひふへふぉー
- 小嶋画伯美術館

### 水曜日
- 25:00 - オープニング
- 25:30 - 梨沙『インディーズX』
- 28:30 - みんなの釣りバカ日誌
- 29:23（翌朝5:23） - ウタニネガイヲ

### 木曜日
- 25:00 - オープニング
- 27:00 - 昇の部屋
- 27:30 - インディーズ・エクスプレス
- 27:50 - X RING 〜PART2〜
- 28:20 - お笑い宅配便

### 金曜日
別名「NACK5 情熱ラジオ RADIO-X ウィークエンド 黒田バージョン」
- 25:00 - オープニング
- 25:50 - SAmaka『深夜の感脳あ・そ・び』
- 27:30 - 真夜中のドキドキタイム!
- 28:30 - 黒田の時間

この他のコーナー
- K-SAMAのラブラブダイヤル～愛の伝言板
- あなたからの一曲

## その他
- 金曜日の最終回で「5年後、録音した音源やキーワードを書いた紙などを用いて、5年後のRADIO-Xの企画を行う」と発言されていた。(予定では2013年ということになる)。